# 学校法人活水学院
学校法人活水学院（がっこうほうじんかっすいがくいん、英語：Kwassui Gakuin）は長崎県長崎市東山手町（ひがしやまてまち）に本部があるミッション系の学校法人。

## 概要
19世紀、アメリカのプロテスタント教会は海外伝道に力を注ぎ、多くの女性宣教師を世界各地に送り出した。メソジスト監督派教会においても女性海外伝道協会が組織され、エリザベス・ラッセルが1879年に長崎へ派遣された。ラッセルが開設した生徒数たったひとりの女学校が活水学院の始まりである。校名『活水』は新約聖書、ヨハネによる福音書第4章第14 節の「わたしが与える水を飲む者は決して渇かない。わたしが与える水はその人の内で泉となり、永遠の命に至る水がわき出る」に由来する。活水学院のスクール・モットーはラッセルがつねに教えていた「知恵と生命との泉－主イエス・キリスト－に掬（むす）べよ」である。人が生きるために必要な知恵や生命を、決して尽きることがないイエス・キリストという泉から汲みなさいという意味である。この建学の精神を共通の理念として、活水女子大学、活水高等学校、活水中学校における教育が行われている。

## 沿革
- 1879年　エリザベス・ラッセルが長崎・東山手の外国人居留地に女学校を創設した。生徒数は1名。
- 1881年　校名を「活水女学校」と定めた。生徒数は18名。
- 1882年　長崎・東山手に校舎を新築した。生徒数は43名。
- 1887年　初等科、中等科、高等科、神学科、音楽科を設置した。
- 1889年　美術科を設置した。
- 1993年　裁縫科を設置した。
- 1895年　新校舎（カウエン館）が落成した。
- 1911年　中等科と高等科をあわせて大学部とし、別に専門部を設置した。初等科を高等女学部とした。
- 1918年　女子専門学校認可申請のため校章を制定した（青木知美 考案）。
- 1919年　活水女学財団法人の設立が認可された。大学部を活水女子専門学校と改組した。エリザベス・ラッセルが藍綬褒章を受章した。
- 1923年　神学部が日本女子神学院に統合[5]。「創立記念日の歌」を制定した。
- 1944年　活水女学校高等女学部を活水高等女学校に改組した。専門部家政科と音楽科が専門学校へ昇格した。
- 1942年　校歌を制定した。
- 1945年　職員9名、生徒80名が長崎市への原爆投下の犠牲になった。
- 1947年　（新制）活水中学校を設置した。
- 1948年　（新制）活水高等学校を設置した。女子専門学校の栄養保健科が栄養士養成施設に指定された。
- 1950年　活水女子専門学校を活水女子短期大学（英文科、家政科、音楽科）に改組した。
- 1951年　活水女学財団法人を学校法人活水学院に改組した。活水中学校・高等学校が竹の久保町（現・宝栄町）へ移転した。
- 1979年　創立100周年。「活水百年史」を刊行した。
- 1981年　活水女子大学が開学した。国際交流センターがオープンした。
- 1991年　大学院を設置した。
- 1999年　創立120周年記念として、エリザベス・ラッセルの生涯を描いた映画「わが心に刻まれし乙女たちを」（文部科学省選定）を制作した。
- 2005年　活水女子短期大学が閉学した。

## 設置校
- 活水女子大学
- 活水高等学校
- 活水中学校

## 廃止校
- 活水女子短期大学